# Cayaponia subsessilis
Cayaponia subsessilis är en gurkväxtart som först beskrevs av Célestin Alfred Cogniaux och som fick sitt nu gällande namn av Noel Yvri Sandwith och Ernest Entwistle Cheesman.
Cayaponia subsessilis ingår i släktet Cayaponia och familjen gurkväxter. Inga underarter finns listade i Catalogue of Life.